# Expédition britannique à l'Everest de 1953

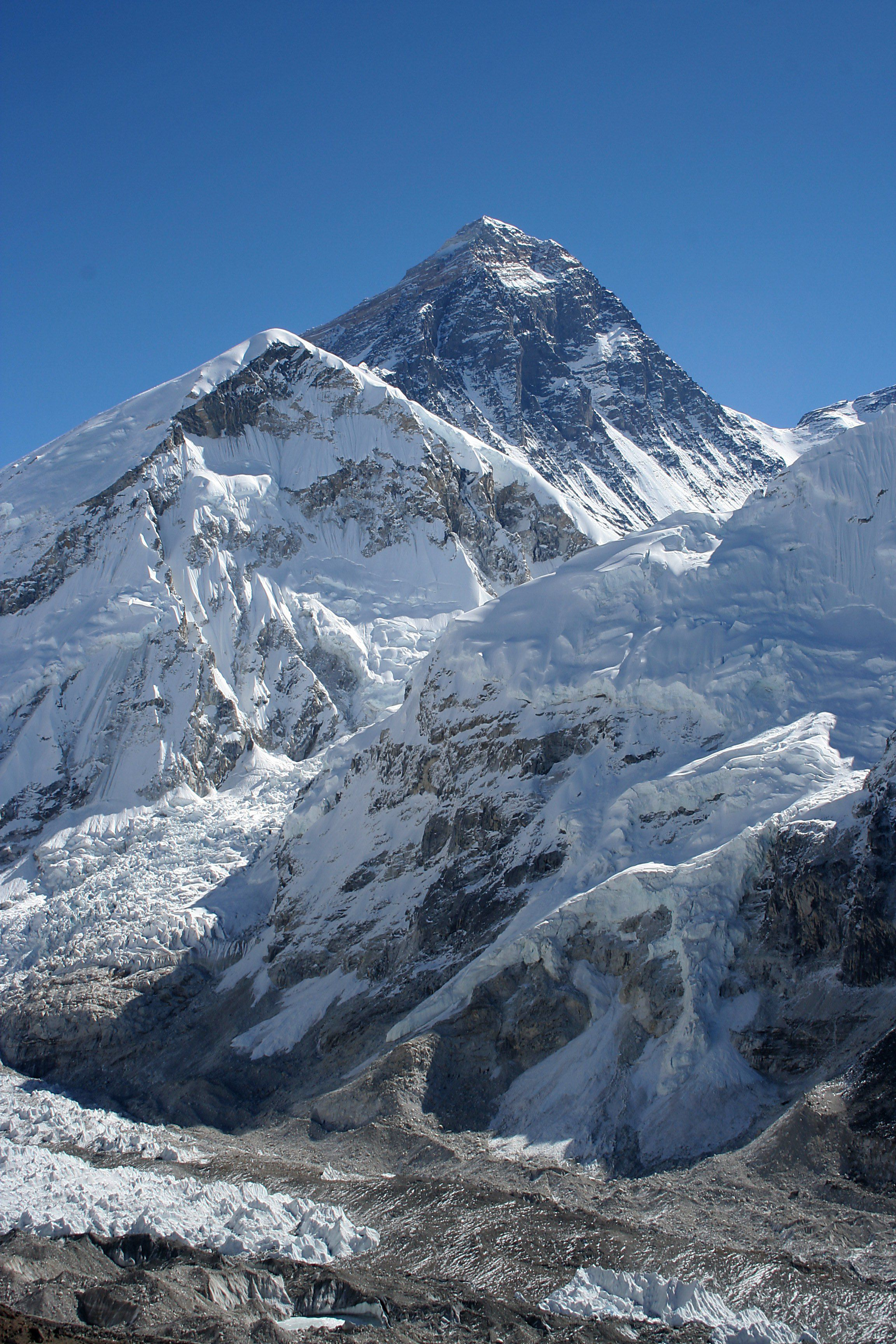
La voie empruntée par l'expédition britannique en 1953 débute au niveau de la cascade de glace du Khumbu − remonte jusqu'au Western Cwm (invisible sur la photo) − se poursuit sur la face du Lhotse jusqu'à atteindre le col Sud (dépression neigeuse, à l'extrême droite), pour terminer sur l'arête Sud-Est.

L'expédition britannique à l'Everest de 1953 est la neuvième expédition d'alpinisme qui a pour but d'atteindre le sommet de l'Everest et la première qui le réussit officiellement. En effet, Edmund Hillary et Tensing Norgay atteignent le sommet le 29 mai 1953.
Dirigée par le général de brigade John Hunt, elle est organisée et financée par le Joint Himalayan Committee. La nouvelle du succès de l'expédition parvient à Londres à temps pour être publiée le matin du couronnement d'Élisabeth II, le 2 juin.

## Contexte
Identifiée comme étant la montagne la plus haute au monde dans les années 1850, l'Everest devient un sujet d'intérêt au cours de l'Âge d'or de l'alpinisme, bien que son altitude soulève des questions quant au fait qu'il puisse un jour être gravi. En 1885, dans Above the Snow Line, Clinton Thomas Dent suggère qu'une ascension est peut-être possible. Des considérations pratiques (ainsi que la Première Guerre mondiale) empêchent toute tentative sérieuse jusque dans les années 1920. Interrogé sur les raisons qui le poussent à vouloir réaliser l'ascension de l'Everest, George Mallory répondra « Parce qu'il est là » (en anglais : Because it's there), une phrase qualifiée comme « les trois mots les plus célèbres de l'alpinisme »,. Mallory disparaîtra sur l'Everest durant l'expédition de 1924 et son sort demeure un mystère pendant 75 ans.
La plupart des premières tentatives sur l'Everest sont réalisées du côté nord (tibétain), mais la Révolution chinoise de 1949 (en) et l'intervention militaire chinoise au Tibet qui s'ensuit, ont pour conséquence la fermeture de cette voie. Les alpinistes commencent à étudier une approche du côté népalais. L'expédition suisse de 1952 emprunte cette nouvelle voie et atteint une altitude d'environ 8 595 m sur l'arête Sud-Est, établissant un nouveau record d'altitude.

### Commandement, préparation et entraînement

Carte de l'itinéraire de Tensing Norgay et Edmund Hillary à l'Everest.

Hunt, un colonel de l'armée britannique, servait au Grand Quartier général des puissances alliées en Europe lorsqu'il est – à sa grande surprise – invité par le Joint Himalayan Committee de Alpine Club et par la Royal Geographical Society à prendre la tête de l'expédition britannique à l'Everest de 1953. La responsabilité de l'expédition aurait dû échoir à Eric Shipton, qui avait mené l'expédition de reconnaissance depuis le Népal en 1951, ainsi que l'expédition britannique au Cho Oyu de 1952, dont une grande partie des membres avaient été retenus pour celle de 1953. Cependant, le Comité décide que l'expérience de Hunt en matière de commandement militaire, ainsi que son expérience en tant que grimpeur, fourniraient les meilleures chances de réussite à l'expédition. Les Britanniques sont soumis à une certaine pression, les Français ayant reçu l'autorisation de monter une expédition similaire en 1954, et les Suisses une autre en 1955, ce qui signifiait qu'en cas d'échec, les Britanniques n'auraient pas une autre chance de gravir l'Everest avant 1956 au plus tôt. Comme Shipton l'écrit dans une présentation devant le Comité le 28 juillet 1952 : « Mon aversion bien connue pour les grandes expéditions et mon horreur d'un élément compétitif en alpinisme pourraient bien sembler hors de propos dans la situation actuelle »,. Selon George Band, cette déclaration « scellera son sort ».
Plusieurs membres de l'expédition britannique, très fidèles à Shipton, se montrent mécontents qu'il ait été remplacé. Charles Evans, par exemple, déclare « On a dit que Shipton n'avait pas un instinct de tueur — ce qui n'est pas une mauvaise chose à mon avis »,. Edmund Hillary fait également partie de ceux qui s'opposent au changement de direction, mais il finit par être conquis par la personnalité de Hunt et par son propre aveu que le changement avait été mal géré. George Band donne raison rétrospectivement à Laurence Kirwan, le Directeur/Secrétaire de la Royal Geographical Society, « ils ont pris la bonne décision mais de la pire des façons possibles ».
Hunt écrira plus tard que le Joint Himalayan Committee avait peiné à lever des fonds pour l'expédition :

« L'une des tâches principales du Joint Himalayan Committee, en plus de celle de concevoir l'idée d'une expédition à l'Everest, de rechercher un soutien politique, de décider des questions de d'organisation de la préparation, est de la financer. Seuls ceux qui ont eu ce soin peuvent pleinement apprécier le travail et l'angoisse de lever des fonds très substantiels pour une entreprise de cette nature, inévitablement marquée dans l'esprit du public par une succession d'échecs, sans aucune sécurité financière si ce n'est celle assurée par les poches des membres du Comité eux-mêmes,. »

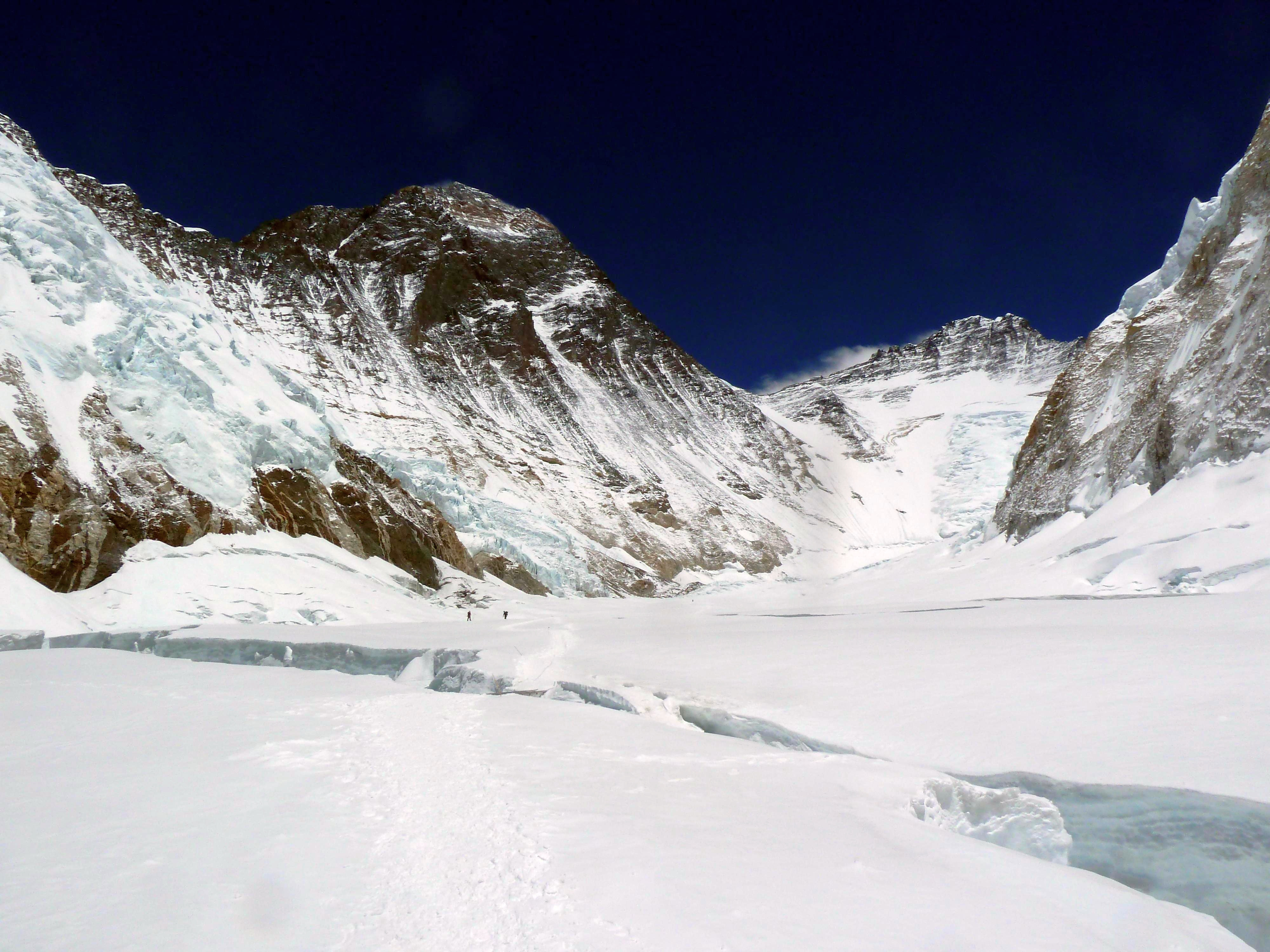
Le Western Cwm, au-dessus de la cascade de glace du Khumbu. La face du Lhotse (centre droit) est gravie jusqu'au col Sud (dépression, centre), l'arête Sud-Est menant au sommet de l'Everest.

L'entraînement des membres de l'expédition débute à Snowdonia au pays de Galles, en hiver. L'hôtel de Pen-y-Gwryd (en) est utilisé comme camp de base et l'équipe travaille ses techniques d'alpinisme sur les pentes de Snowdon et de Glyderau. Les bouteille d'oxygène sont testées au Climbers Club Hut de Helyg près de Capel Curig.
Les membres de l'expédition quittent le Royaume-Uni pour le Népal. Ils se rendent à Tilbury (Essex) où ils embarquent à bord du SS Stratheden à destination de Bombay le 12 février 1953, à l'exception de Tom Bourdillon, du Dr Griffith Pugh et de Hunt, qui souffre alors d'une antrite. Evans et Alfred Gregory, partis en éclaireurs, avaient pris un vol pour Katmandou le 20 février. Hillary et Lowe rejoignent le Népal depuis la Nouvelle-Zélande, Lowe par la mer et Hillary par les airs, ses abeilles ayant besoin de soins à cette époque de l'année. Bien qu'un voyage par la mer soit moins cher, Hunt déclare que la principale raison de le choisir plutôt qu'un voyage aérien était « la chance supplémentaire que la vie à bord d'un navire nous offrirait pour créer un esprit d'équipe dans des conditions idéales, sans inconfort, urgence ou stress ».
À Katmandou, les membres de l'expédition sont accueillis par l'ambassadeur britannique, Christopher Summerhayes qui leur aménage des chambres au sein de l'ambassade, aucun hôtel n'existant dans la ville à l'époque. Début mars, vingt Sherpas, sélectionnés par l'Himalayan Club, arrivent à Katmandou pour aider à transporter les charges jusqu'au Western Cwm et au col Sud. Ils sont conduits par le Sirdar, Tensing Norgay, dont c'était la sixième tentative d'ascension de l'Everest et qui est alors, selon Band, « le grimpeur Sherpa le plus célèbre et un alpiniste de classe mondiale »,. Bien que Tenzing se soit vu offrir un lit à l'ambassade, les Sherpas restants devaient dormir sur le sol du garage de l'ambassade ; ils urinent devant l'ambassade le lendemain pour protester contre le manque de respect qu'on leur avait montré.

## L'expédition
Un premier groupe quitte Katmandou, avec 150 porteurs, en direction de l'Everest le 10 mars, suivi d'un second groupe, accompagné de 200 porteurs, le lendemain 11 mars. Ils atteignent Thyangboche respectivement les 26 et 27 mars, et débutent le processus d'acclimatation en altitude entre le 26 mars et le 17 avril.
Hunt a prévu deux assauts de deux grimpeurs suivis si nécessaire d'« une troisième et dernière tentative », bien qu'après deux assauts consécutifs une attente de quelques jours serait nécessaire pour « reprendre des forces » et reconstituer les camps. Le plan des deux premiers assauts est annoncé par Hunt le 7 mai. La première équipe d'assaut utilisant un système d'approvisionnement en oxygène en circuit clos doit partir du camp VIII avec pour objectif d'atteindre le sommet Sud (South Summit) et si possible le sommet. Elle est composée de Tom Bourdillon et Charles Evans, seul Bourdillon pouvait utiliser les dispositifs d'approvisionnement en oxygène expérimentaux. La deuxième équipe d'assaut, considérée comme la plus forte, est composée d'Edmund Hillary et Tensing Norgay. Elle doit débuter du camp IX, plus haut sur le col Sud. La troisième équipe d'assaut serait le cas échéant composée de Wilfrid Noyce et Mike Ward.
Si l'expédition (du printemps) échouait, une tentative d'automne après le passage de la mousson serait entreprise (comme les Suisses l'avaient fait en 1952 – le permis d'ascension étant valable pour toute l'année).

### Le camp de base
L'équipe Icefall atteint le camp de base de l'Everest (5 455 m) le 12 avril 1953. Quelques jours sont ensuite consacrés, comme prévu, à l’établissement d’un itinéraire à travers la cascade de glace du Khumbu et, une fois la voie ouverte, des équipes de Sherpas transportent des tonnes de matériel jusqu'à la base.

### Assaut sur le sommet

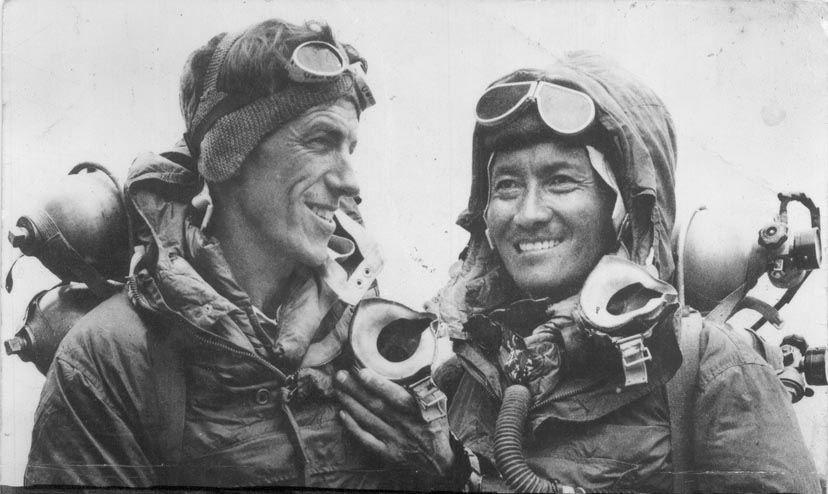
Edmund Hillary et Tensing Norgay en 1953

Une série de camps avancés sont progressivement établis dans la montagne. Un camp II à 5 900 m est dressé par Hillary, Band et Lowe le 15 avril, le camp III au sommet de la cascade de glace à 6 200 m le 22 avril et le camp IV – camp de base avancé – à 6 400 m par Hunt, Bourdillon et Evans le 1er mai. Les trois hommes effectuent une reconnaissance préliminaire de la face du Lhotse le 2 mai et le camp V est établi à 6 700 m le 3 mai. Le 4 mai, Bourdillon et Evans, assistés de Ward et Wylie, atteignent le camp VI à 7 000 m sur la face du Lhotse, et un peu moins de quinze jours plus tard, le 17 mai, Wilfrid Noyce et Lowe dressent le camp VII à 7 300 m. Le 21 mai, Noyce et le Sherpa Annullu (le frère cadet de Tenzing) atteignent le col Sud, un peu en dessous des 7 900 m. 
La première des deux équipes d'assaut précédemment sélectionnées par Hunt — composée de Tom Bourdillon et Charles Evans, se met en marche vers le sommet le 26 mai. Mais Evans a un problème avec une valve endommagée dans son dispositif d'approvisionnement en oxygène qui prend plus d'une heure à réparer ; puis ils grimpent à un rythme impressionnant de près de 300 m par heure. À 8 500 m, au moment de changer les cartouches de chaux sodée, Evans a un autre problème que Bourdillon ne parvient pas à résoudre. Evans poursuit mais sa respiration devient laborieuse. Ils réussissent la première ascension du sommet Sud 8 750 m à 13 h, 100 m en dessous du sommet principal, et peuvent observer de là une fine crête de neige et de glace sur la roche qui les sépare du sommet principal, une formation rocheuse qui s'apparente à de grandes « marches » (plus tard baptisées ressaut Hillary). Épuisés et affectés par les problèmes des dispositifs d'oxygène, et en raison de l'heure tardive, les deux hommes sont contraints de faire demi-tour à 13 h 20.
Le 27 mai, la deuxième équipe d'assaut de l'expédition, composée d'Hillary et Tensing Norgay, s'élance à son tour. Norgay avait auparavant atteint une altitude record sur l'Everest en tant que membre de l'expédition suisse de 1952. Ils quittent le camp IX à 6 h 30 et parviennent au sommet Sud à 9 heures. Ils parviennent ensuite non sans mal à franchir le ressaut tant redouté. La voie désormais libre d'obstacles, le duo atteint finalement le sommet principal de l'Everest à 11 h 30 le 29 mai 1953 et se congratule chaleureusement. Ils restent au sommet assez longtemps pour prendre des photos, enterrer des bonbons (offrande bouddhiste de Norgay) et un petit crucifix  (confié par Hunt à Hillary) dans la neige. Ils utilisent alors des dispositifs d'approvisionnement en oxygène en circuit ouvert. Après dix minutes à prendre des photos au sommet, sans son dispositif, Hillary se rend compte qu'il « devenait plutôt maladroit et lent ». En redescendant, les premiers mots d'Hillary à destination de George Lowe sont « Well, George, we knocked the bastard off! (Eh bien, George, on se l'est fait, le salaud !) »,. Stobart obtient de l'équipe descendante qu'ils ne donnent aucune indication à ceux comme Hunt et Westmacott qui attendaient anxieux au camp de base avancé (camp IV), jusqu'à ce que Stobart soit assez près d'eux pour saisir sur la pellicule l'émotion qui suivrait l'annonce de la nouvelle.

### L'annonce de la victoire
James Morris, le correspondant sur place du journal The Times, apprend la nouvelle au camp de base le 30 mai et envoie un message codé par coursier à Namche Bazar, où un émetteur sans fil est utilisé pour le transmettre sous forme de télégramme à l'ambassade britannique à Katmandou. Le message codé de Morris à son journal est : « Snow conditions bad stop advanced base abandoned yesterday stop awaiting improvement (Conditions d'enneigement mauvaises stop camp de base avancé abandonné hier stop attendons amélioration) ». Snow conditions bad était le code convenu pour signifier que le sommet avait été atteint ; advance base abandoned désignait Hillary et awaiting improvement faisait référence à Tenzing. Le message est initialement interprété à l'ambassade comme signifiant que Bourdillon et Tenzing avaient atteint le sommet, mais l'erreur est corrigée avant la diffusion. Une autre source affirme que le message contenait la date réelle non codée « …abandoned May 29 stop… »
Le message est reçu à Londres et interprété à temps pour que la nouvelle soit publiée, par coïncidence, le matin du couronnement d'Élisabeth II le 2 juin. La conquête de l'Everest est probablement la dernière grande nouvelle à avoir été livrée au monde par un coursier.

## Développements ultérieurs

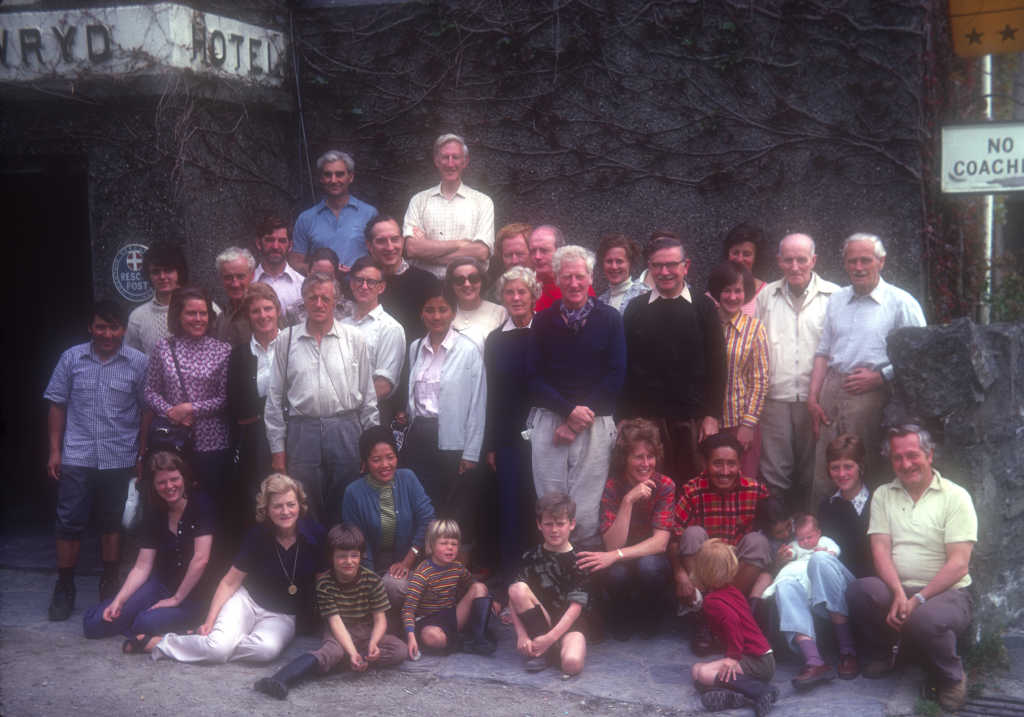
Réunion de membres de l'expédition et de leurs familles devant l'hôtel Pen-y-Gwryd en 1963.

De retour à Katmandou quelques jours plus tard, les membres de l'expédition apprennent qu'Hillary a été nommé Chevalier commandeur de l'ordre de l'Empire britannique et Hunt est fait Knight Bachelor pour leurs efforts. Le 22 juin, le gouvernement du Népal donne une réception en l'honneur des membres de l'expédition au cours de laquelle la reine du pays remet à Tenzing la somme de 10 000 roupies, soit l'équivalent de 500 livres sterling. Hillary et Hunt reçoivent des khukuris dans des étuis ornés de bijoux, tandis que les autres membres ont reçu des boites de bijoux. Le même jour, le gouvernement indien annonce la création d'une nouvelle médaille d'or, destinée à récompenser la bravoure civile sur le modèle de la médaille de George ; Hunt, Hillary et Tenzing en sont les premiers récipiendaires. Le 7 juin, il est annoncé que la reine Elizabeth II souhaite reconnaître la performance de Tenzing et, le 1er juillet, le 10 Downing Street annonce qu'après consultation des gouvernements de l'Inde et du Népal, la reine avait approuvé que la George Medal lui soit attribuée,. Certains commentateurs voient cet honneur moindre comme le reflet du « petit sectarisme » de l'establishment britannique à l'époque bien que de nombreux autres Indiens et Népalais aient déjà été anoblis et il a été suggéré que le Premier ministre indien, Jawaharlal Nehru, aurait refusé que Norgay soit fait chevalier. Hunt est anobli en juillet 1953, à son retour à Londres.
Les membres de l'expédition sont couverts d'honneurs : ils reçoivent la médaille Hubbard de la National Geographic Society, qui n'avait jamais été remise à une équipe entière, des médailles individuelles en bronze sont également frappées pour Hunt, Hillary et Tenzing : la Cullum Geographical Medal de la Société américaine de géographie, the Founder's Medal de la Royal Geographical Society, la Lawrence Medal de la Royal Central Asian Society et des 
diplômes honorifiques des universités de Aberdeen, Durham et Londres. Dans la liste des New Year Honours de 1954, George Lowe est fait Commandeur de l'ordre de l'Empire britannique pour sa participation à l'expédition, les 37 membres de l'expédition reçoivent également la Médaille du couronnement d'Élisabeth II avec la mention « MOUNT EVEREST EXPEDITION » gravée sur la tranche.
Le cameraman de l'expédition, Tom Stobart, produit un film intitulé The Conquest of Everest, qui paraît plus tard en 1953
Alors qu'Hillary et Tenzing ont présenté leur victoire comme le résultat du travail d'équipe de l'ensemble des membres de l'expédition, une intense spéculation voit le jour pour savoir lequel des deux hommes avait été le premier à mettre le pied au sommet de l'Everest. À Katmandou, une grande bannière fait son apparition, elle représente Tenzing tirant un Hillary « semi-conscient » vers le sommet. Tenzing met fin à la spéculation dans son autobiographie Man of Everest, écrite en 1955, dans laquelle il affirme qu'Hillary a été le premier au sommet. Après cela, Hillary lui-même écrit qu'après l'ascension du dernier ressaut de 40 pieds, situé juste en dessous du sommet :

« Je continuai, progressant régulièrement, surmontant bosse après bosse et corniche après corniche, impatient d'atteindre le sommet. Il semblait impossible à atteindre et le temps manquait. Enfin, j'ai contourné l'arrière d'une grosse bosse supplémentaire, puis sur une corde serrée de Tenzing, j'ai grimpé une crête de neige douce jusqu'à son sommet. Immédiatement, il était évident que nous avions atteint notre objectif. Il était 11 h 30 et nous étions au sommet de l'Everest !. »

Apprenant le succès de l'expédition, Shipton commente : « Dieu merci. Nous pouvons désormais nous concentrer sur de la vraie escalade,. »

## Participants à l'expédition
Les participants à l'expédition ont été sélectionnés pour leurs compétences en alpinisme ainsi que pour leur expertise dans un certain nombre de domaines. La contribution de Griffith Pugh est souvent sous-évaluée. Son travail permet d'améliorer l'hydratation et l'apport d'oxygène indispensable à haute altitude. Ses idées et ses découvertes révolutionneront l'alpinisme, transformant l'attitude des grimpeurs vis-à-vis de l'oxygène, les vêtements qu'ils portaient, leur équipement, l'apport hydrique et l'acclimatation  
Si la plupart des membres venaient du Royaume-Uni, ils provenaient également d’autres pays de l'Empire britannique et du Commonwealth. Hunt est né en Inde.
| Nom                | Fonction                             | Profession                   | Âge au moment de la sélection (1er novembre 1952) |
| ------------------ | ------------------------------------ | ---------------------------- | ------------------------------------------------- |
| John Hunt          | Chef d'expédition et alpiniste       | Colonel de la British Army   | 42                                                |
| Charles Evans      | Sous-chef d'expédition et alpiniste  | Physicien                    | 33                                                |
| George Band        | Alpiniste                            | Diplômé en géologie          | 23                                                |
| Tom Bourdillon     | Alpiniste                            | Physicien                    | 28                                                |
| Alfred Gregory     | Alpiniste                            | Directeur d'agence de voyage | 39                                                |
| Wilfrid Noyce      | Alpiniste                            | Instituteur et auteur        | 34                                                |
| Griffith Pugh      | Médecin et alpiniste                 | Physiologiste                | 43                                                |
| Tom Stobart        | Cameraman et alpiniste               | Cadreur                      | 38                                                |
| Michael Ward       | Médecin de l'expédition et alpiniste | Médecin                      | 27                                                |
| Michael Westmacott | Alpiniste                            | Statisticien                 | 27                                                |
| Charles Wylie      | Intendant et alpiniste               | Soldat                       | 32                                                |
| Edmund Hillary     | Alpiniste                            | Apiculteur                   | 33                                                |
| George Lowe        | Alpiniste                            | Maître d'école               | 28                                                |
| Tensing Norgay     | Alpiniste et guide                   |                              | 38                                                |
| Sherpa Annullu     | Alpiniste et guide                   |                              |                                                   |

Les membres de l'expéditions étaient accompagnés par Jan Morris (alors connu sous le nom de James Morris), le correspondant du journal The Times de Londres, et par 362 porteurs. De sorte que l'expédition a mobilisé plus de quatre cents hommes, dont 20 guides Sherpas originaires du Tibet et du Népal,